# Kanton Sainte-Marie-1 Nord
Kanton Sainte-Marie-1 Nord (francouzsky Canton de Sainte-Marie-1 Nord) byl francouzský kanton v departementu Martinik v regionu Martinik. Tvořila ho část obce Sainte-Marie. Zrušen byl v roce 2015.